# Laval-de-Cère
Laval-de-Cère ist eine französische Gemeinde mit 292 Einwohnern (Stand: 1. Januar 2022) im Département Lot in der Region Okzitanien (vor 2016 Midi-Pyrénées). Sie gehört zum Arrondissement Figeac und zum Kanton Cère et Ségala. 
Nachbargemeinden sind Cahus im Nordwesten, Camps-Saint-Mathurin-Léobazel im Norden, Sousceyrac-en-Quercy im Osten, Teyssieu im Süden, Estal im Südwesten und Gagnac-sur-Cère im Westen.

## Bevölkerungsentwicklung
| Jahr      | 1962 | 1968 | 1975 | 1982 | 1990 | 1999 | 2008 | 2018 |
| --------- | ---- | ---- | ---- | ---- | ---- | ---- | ---- | ---- |
| Einwohner | 780  | 774  | 593  | 460  | 391  | 322  | 346  | 291  |

## Infrastruktur
Der Ort liegt an der Eisenbahnstrecke der SNCF von Souillac nach Viescamp-sous-Jallès, die seit 1891 in Betrieb ist.

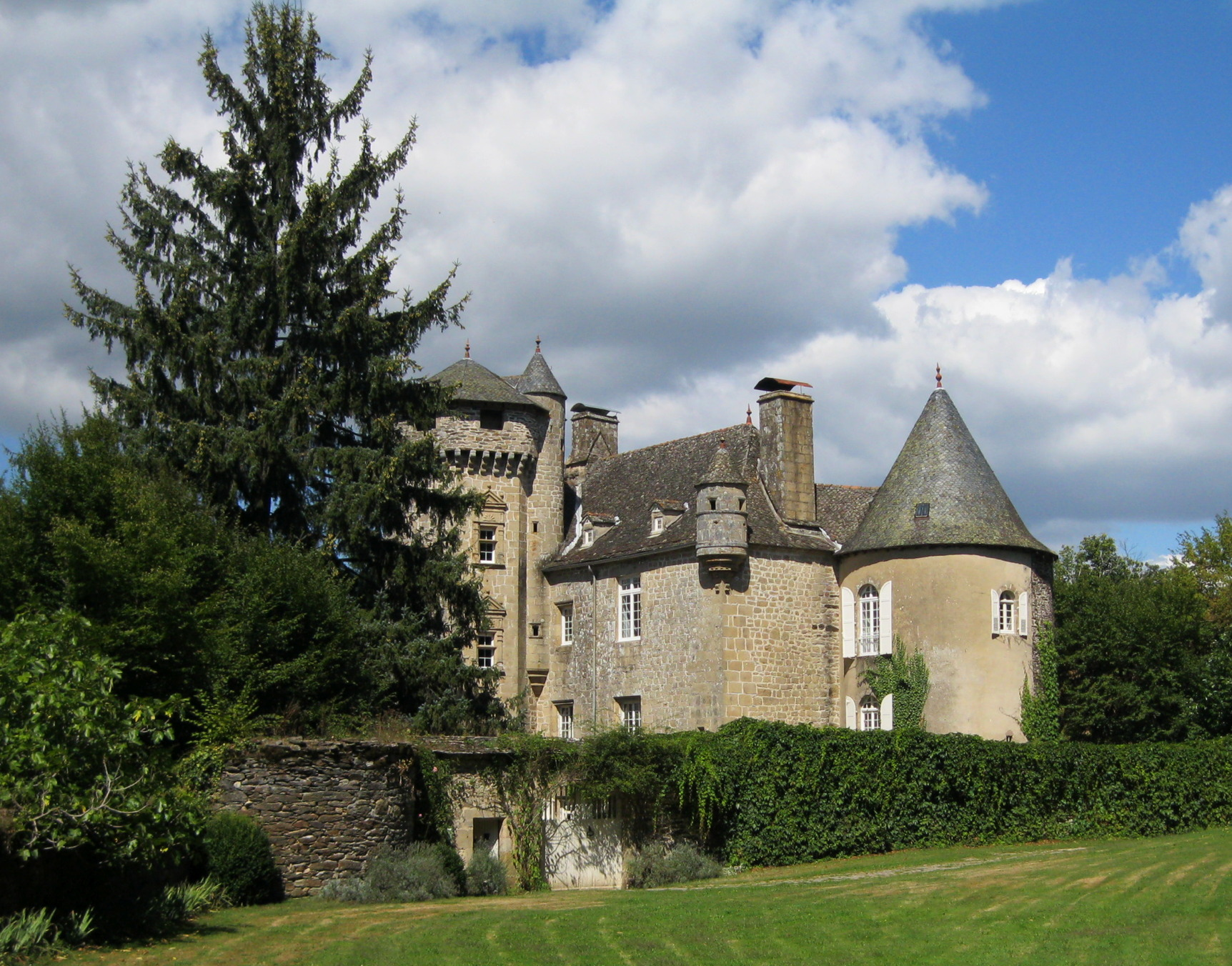
Château de Laborie
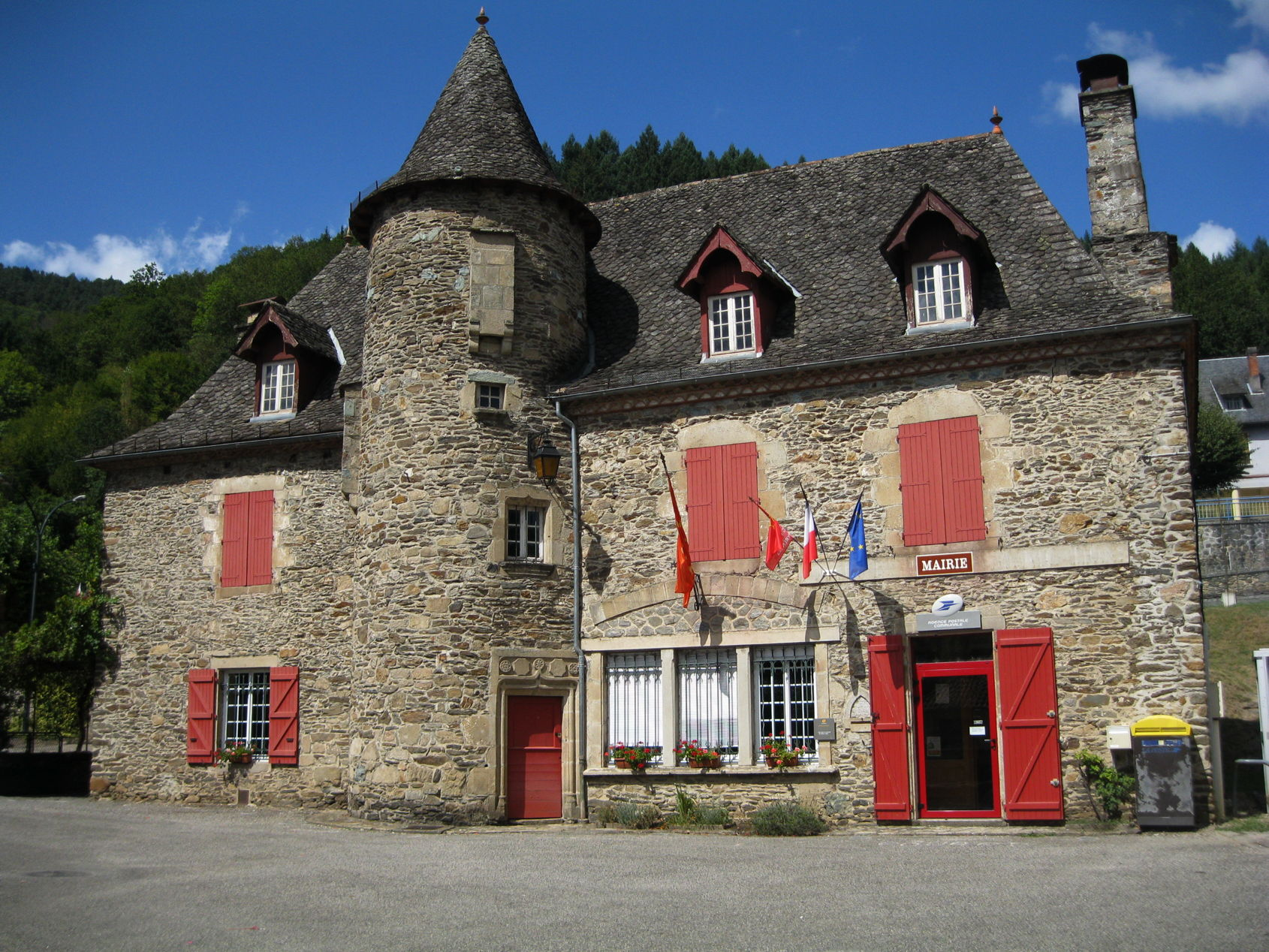
Mairie Laval-de-Cère
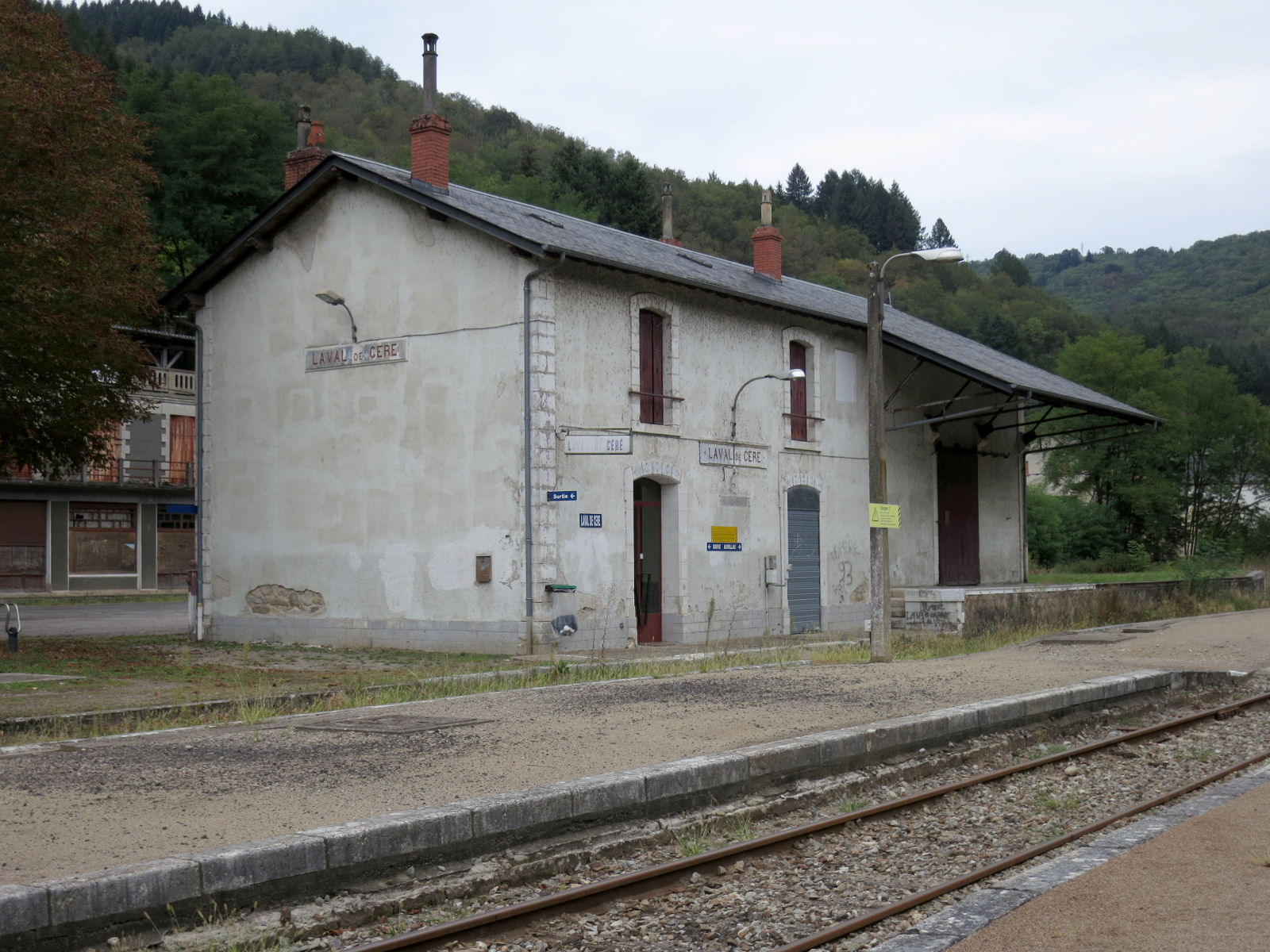
Bahnhof Laval-de-Cère